# Дементьев, Никифор Васильевич
Ники́фор Васи́льевич Деме́нтьев (1867—?) — земский учитель, депутат Государственной думы II созыва от Черниговской губернии.

## Биография
Национальность определял как «малоросс», то есть украинец. Крестьянин села Малый Самбор Конотопского уезда Черниговской губернии.  Образование получил в 2-классном народном училище. Служил земским учителем. Земельные владения составляли  2,5 десятины. Ко времени выборов в Государственную Думу оставался беспартийным.
6 февраля 1907 избран во Государственную думу II созыва от съезда уполномоченных от волостей. Вошёл в состав Трудовой группы и фракции Крестьянского союза. Состоял членом думской  комиссии по народному образованию.
Детали дальнейшей судьбы и дата смерти неизвестны.

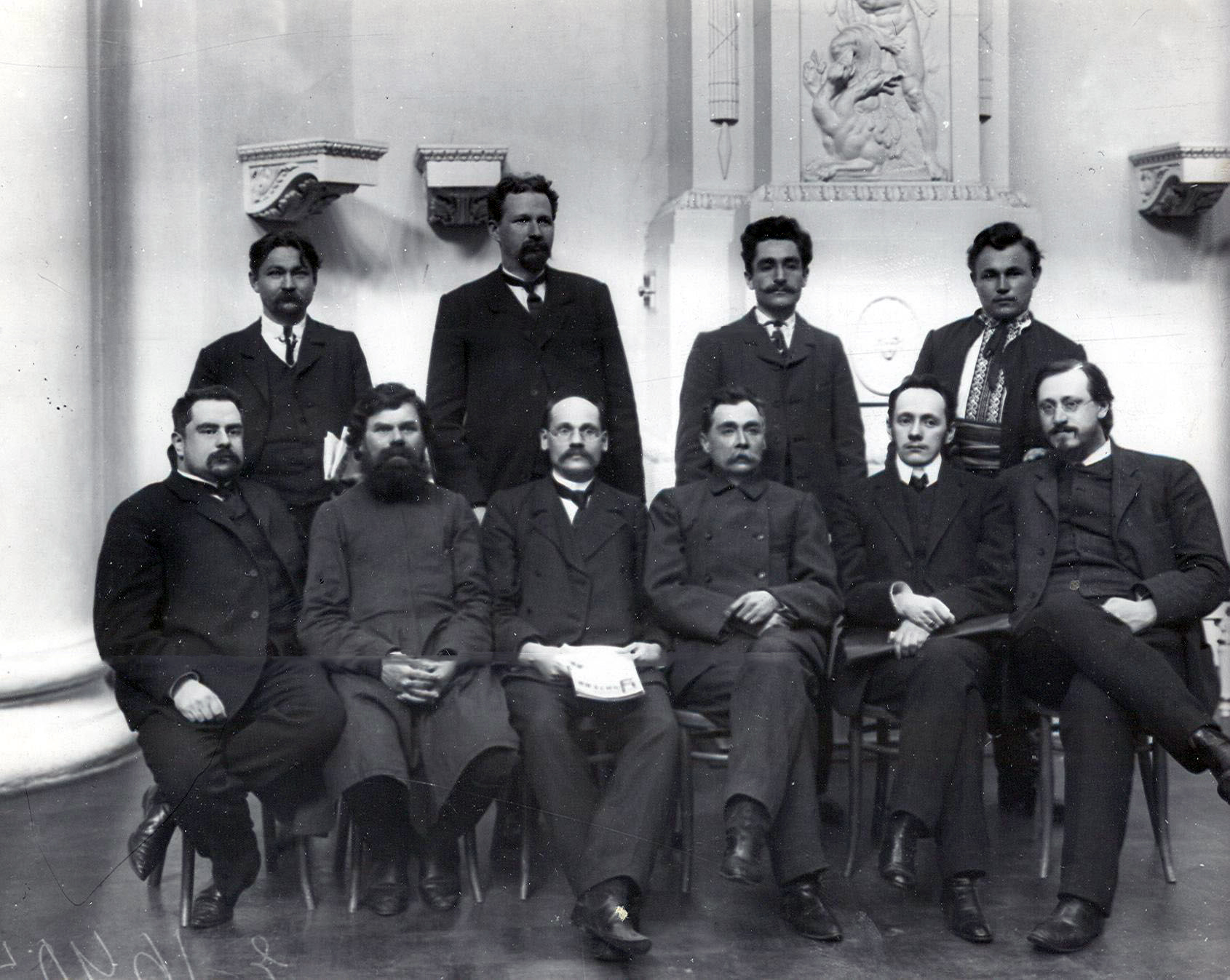
Члены Государственной Думы II созыва от Черниговской губернии. Стоят: Н. В. Дементьев, Н. К. Рубисов, Ф. И. Приходько, В. И. Хвост; сидят: П. П. Юренев, Т. С. Веремеенко, А. Г. Лосик, П. А. Трофименко, М. А. Искрицкий, В. В. Волк-Карачевский

### Архивы
- Российский государственный исторический архив. Фонд 1278. Опись 1 (2-й созыв). Дело 121; Дело 608. Лист 6.